# Ä̀
Cette page contient des caractères spéciaux ou non latins. S’ils s’affichent mal (▯, ?, etc.), consultez la page d’aide Unicode.
Ä̀ (minuscule : ä̀), appelé A tréma accent grave, est un graphème utilisé dans l’écriture du han, du moru, du tutchone du Nord et du tutchone du Sud.
Il s’agit de la lettre A diacritée d’un tréma et d’un accent grave.

## Représentations informatiques
Le A tréma accent grave peut être représenté avec les caractères Unicode suivants :
- décomposé et normalisé NFC (latin étendu A, diacritiques) :

| formes    | représentations | chaînes de caractères | points de code | descriptions                                             |
| --------- | --------------- | --------------------- | -------------- | -------------------------------------------------------- |
| capitale  | Ä̀               | Ä◌̀                    | U+00C4 U+0300  | lettre majuscule latine a tréma diacritique accent grave |
| minuscule | ä̀               | ä◌̀                    | U+00E4 U+0300  | lettre minuscule latine a tréma diacritique accent grave |

- décomposé et normalisé NFD (latin de base, diacritiques) :

| formes    | représentations | chaînes de caractères | points de code       | descriptions                                                         |
| --------- | --------------- | --------------------- | -------------------- | -------------------------------------------------------------------- |
| capitale  | Ä̀               | A◌̈◌̀                   | U+0041 U+0308 U+0300 | lettre majuscule latine a diacritique tréma diacritique accent grave |
| minuscule | ä̀               | a◌̈◌̀                   | U+0061 U+0308 U+0300 | lettre minuscule latine a diacritique tréma diacritique accent grave |